# Miloš Štědroň

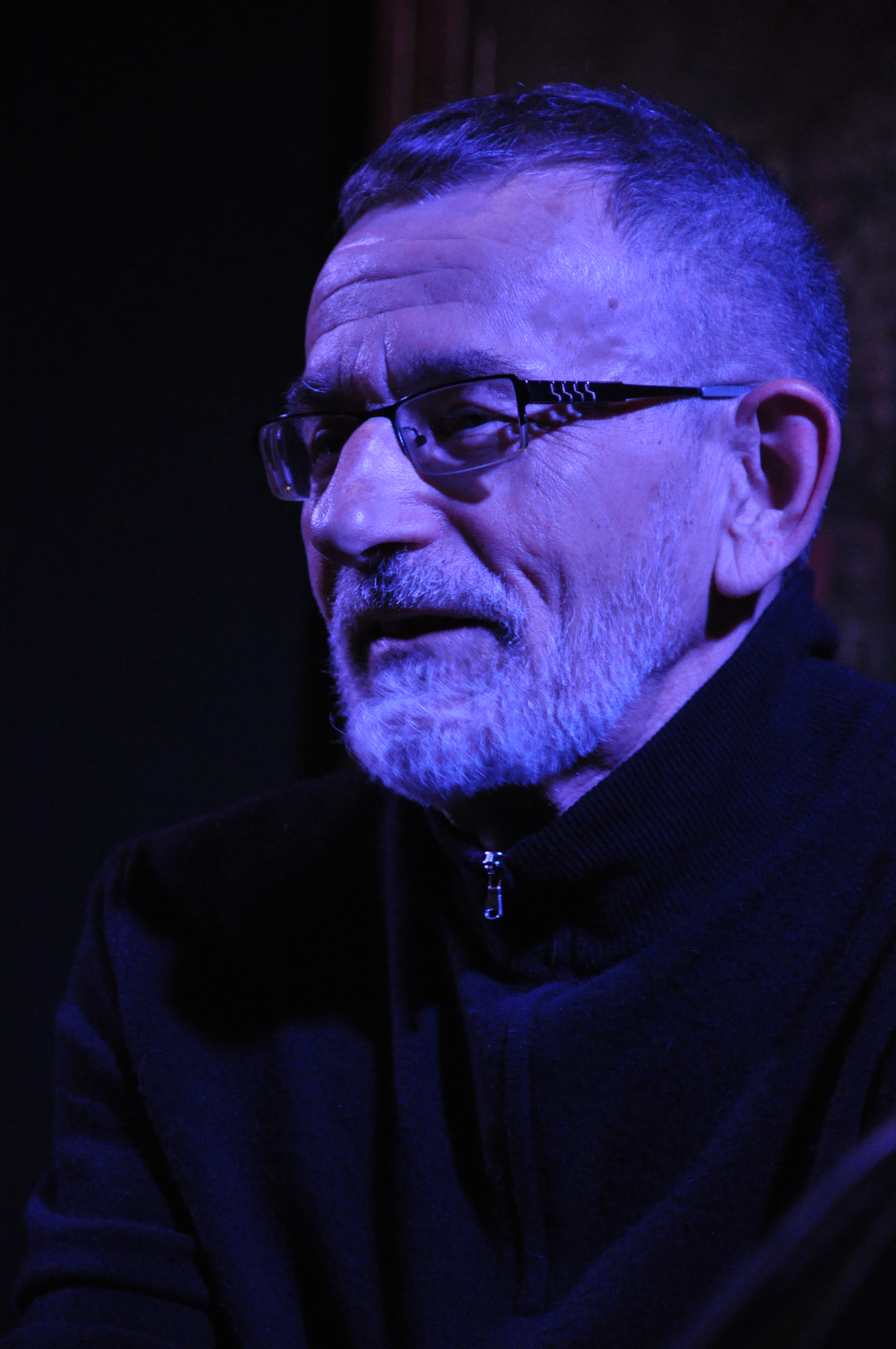
Miloš Štědroň (2013)

Miloš Štědroň (* 9. Februar 1942 in Brünn) ist ein tschechischer Komponist und Musikwissenschaftler.

## Leben
Štědroň studierte von 1959 bis 1964 an der Jan-Evangelista-Purkyně-Universität in Brünn Bohemistik und Musikwissenschaft bei Jan Racek und bei seinem Onkel Bohumír Štědroň und anschließend bis 1971 Komposition und Musiktheorie an der Janáček-Akademie bei Alois Piňos, Miloslav Ištvan, Ctirad Kohoutek und Jan Kapr. Daran schloss er ein Postgraduiertenstudium der elektronischen Musik an.
Seit 1974 unterrichtet er an der Masaryk-Universität Operngeschichte und Musiktheorie; 1994 wurde er ordentlicher Professor für Musikwissenschaft. 1985 erschien seine Dissertationsschrift Leoš Janáček a hudba 20. století (Leoš Janáček und die Musik des 20. Jahrhunderts). Er beteiligte sich auch als Redakteur und Vorwortautor an der Herausgabe der Werke Janáčeks, über den er mehr als 60 Artikel in musikalischen Zeitschriften veröffentlichte. Mit Leoš Faltus rekonstruierte und ergänzte er mehrere unvollendete Werke Janáčeks, u. a. das Violinkonzert Putování dušičky, die Sinfonie Dunaj und die Oper Živá mrtvola
Weiterhin verfasste Štědroň musiktheoretische Schriften (Formování hudby, Základy mikrotektoniky, Základy polymelodiky), eine Monographie über den Komponisten Josef Berg (Josef Berg – skladatel mezi hudbou, divadlem a literaturou, Brünn 1992) und arbeitete über die Musiker der Renaissance und des Barock wie Claudio Monteverdi (Claudio Monteverdi – génius opery), Adam Michna, Jan Blahoslav und Jakub Jan Ryba. 1992–1993 gab er eine Faksimilesammlung von Barockliedern unter dem Titel Písně rozmanité – Cantilenae diversae heraus
Štědroňs kompositorisches Schaffen umfasst annähernd jeder musikalische Genre von der Schauspiel- und Filmmusik über Oper, sinfonische Werke, Kammermusik bis hin zu Liedern, Werken für Soloinstrumente und elektroakustischen Musik. Auch sein Sohn Miloš Orson Štědroň wurde als Komponist bekannt.

## Werke
- Meditace für Bassklarinette solo, 1963
- Agonie für Violine, Bassklarinette und Schlagzeug, 1964
- Stazioni di Via crucis für Bassklarinette, Flöte, Klavier, Cembalo und Schlagzeug, 1964
- Lejch für Bassklarinette und Klavier, 1965
- Utis, elektroakustische Musik, 1966
- Panychida Pasternakovi. konkrete Musik nach einem russischen Text von Boris Pasternak, 1968–1969
- Tyche für Orchester, 1969
- Verba, Kantate nach Worten des Matthäus-Evangeliums für gemischten Chor und zwei Trompeten, 1969
- BIS, elektroakustische Musik, 1971
- Aksaky für Klavier, Flöte, zwei Bratschen, Cello und Schlagzeug, 1972
- Indiánum sinfonische Freske, 1972
- Kolo, Sinfonie, 1973
- Gioia dolorosa, Madrigal-Kantate nach der Grabinschrift von Carlo Gesualdo, 1974
- Sekvence na smrt Šostakovice, 1975
- Balada pro banditu, Musical, Libretto Milan Uhde, 1975
- Pohádka máje, Musical, Libretto Milan Uhde, 1975
- Koncert pro violoncello a orchestr, 1977
- Obrázky ze staré Moravy, 1977
- Bez knih jsou národy nahé, Kantate für gemischten Chor und Instrumentalensemble, 1977
- Seikilos aus Mähren für Bassklarinette und Klavier, 1979
- Valachica für Bassklarinette und Klavier, 1980
- Aušvicata biker három für Bassklarinette und Klavier, 1981
- Staré a nové renesancní tance für Bassklarinette, Klavier, Streichorchester und Schlagzeug, 1981
- Mistr Machaut v Cechách für Mezzosopran, Flöte, Klarinette, Viola und Klavier, 1982
- Dávná jména – dávná slova, Liedzyklus nach keltischen Texten für Mezzosopran, Bassklarinette und Klavier, 1982
- Trium vocum für Flöte, Cello und Schlagzeug, 1983
- Pet hajdúckých für Gitarre und Violine, 1984
- Koncertní scény für Fagott und Orchester, 1984
- Chameleon aneb Josef Fouché, Oper, Libretto Ludvík Kundera, Miloš Štědroň, Petr Scherhaufer, Petr Oslzlý, 1984
- Danze, canti e lamenti für Streichquartett, 1986
- Lamento für Violine, Viola und Orchester in memoriam Miroslav Venhoda, 1987
- Šest villanell für Cello und Streichorchester, 1987
- Sedmikvítek für Follk-Sänger und Orchester, 1987
- Smrt Dobrovského Kantate-Oratorium für Mezzosopran, Bassbariton, gemischten Chor und Orchester, 1987–1988
- Muránský zámek, Fantasie für Orchester, 1988
- Balet Makábr. Hommage a B. B. (mit Leoš Faltus), Libretto: Ludvík Kundera, Petr Oslzlý, Petr Scherhaufer, Miloš Štedron, 1988
- Na dávném prosu, Zehn Lieder für Stimmen, zwei Violinen, Laute, Hackbrett, Cello und Schlagzeug nach Texten von Jan Skácel, 1989
- Podtínání für Orchester in memoriam Miloslav Ištvan, 1990
- Smíchy a smutky für Kammerorchester, 1990
- Gipsy Song and Dance für Bassklarinette und Klavier, 1990
- Hoj. Sternenhochovské scény für Violine und Perkussionsensemble, 1990
- Sette villanelle für Flöte und Klavier über ein Thema von Claudio Monteverdi, 1990
- Moresca für Synthesizer, 1990
- Flores, Zyklus für Mezzosopran und Laute nach Texten von Mikuláš Dačický z Heslova, Johann Amos Comenius und Šimon Lomnický z Budče, 1991
- Petilístek für zwei Sänger und Orchester nach Volksliedern, 1991
- Seconda prattica für Synthesizer, 1991
- Quadra für Bassklarinette, Cello, Tenorsaxophon, Klavier und Schlagzeug oder für drei Bassklarinetten und Klavier, 1992
- Passacaglia für Flöte solo, 1992
- Trio für Violine, Cello und Klavier, 1993
- Canzona e tripla (Modlitba basklarinetu) für 19 Bassklarinetten, 1993
- Ländler für Violine und Schlagzeug, 1993
- Smyčcový kvartet, 1994
- Vec Cage aneb Anály avantgardy dokorán, Kammeroper (mit Ivo Medek und Alois Piňos), 1995
- Missa sine ritu für Mezzosopran und Cello nach Texten von Jan Skácel, 1995–1996
- Tance krále Leara für Cello, alte Instrumente und Schlagzeug, 1996
- Tance für Marimba und Klavier, 1996
- Horribile auditu, Zyklus für Orgel, 1997
- Anály předchůdců avantgardy aneb Setkání slovanských velikánu, Kammeroper (mit Ivo Medek und Alois Piňos), 1997
- Scény für Flöte, Violine, Marimba, Kontrabass und Streichorchester, 1997
- Tance Rudolfa II., Ballett (Libretto: Marek Pivovar), 1998
- Hra o lásce, smrti a vecnosti, Singspiel von Stanislav Moša nach Romain Rolland, 1998
- Šumař na svatbě, musikalisches Spiel, 1998
- ROCK 1618 für Streichorchester und vier Schlagzeuger, 2001
- Lupi Cantata 3 vocum, 2001